# Paul-Émile Lecoq de Boisbaudran
Paul-Émile (François) Lecoq de Boisbaudran, francoski kemik, * 18. april 1838, Cognac, Francija, † 28. maj 1912, Pariz, Francija.

## Življenje in delo
De Boisbaudran se je leta 1858 začel ukvarjati z družinskim vinarskim poslom, leto kasneje pa se je začel ukvarjati s kemijo.
Leta 1874 je napisal delo Spectres lumineux, spectres prismatiques, et en longeurs d'ondes destines aux recherche de chimie minerale, objavljeno v Parizu pri založbi Gauthier-Villars. V njem je prvi opisal novo znanost spektroskopijo, ki jo je razvil Kirchhoff. S pomočjo spektroskopije je de Boisbaudran leta 1875 odkril element galij in ga poimenoval po latinski besedi za Galijo, Gallia.
V cinkovi rudi s Pirenejev je našel kovino. Leto kasneje je izoliral element z elektrolizo. Kasneje so trdili da je Lecoq poimenoval element po sebi, ker je beseda gallus latinski prevod francoske besede le coq (»petelin«), vendar je v članku iz leta 1877 to zanikal. Obstoj galija je predvidel Mendelejev leta 1871, ki ga je imenoval eka-aluminij. Odkritje galija je pripomoglo k razvoju Mendelejeve teorije o periodnem sistemu (1870).
Kasneje je de Boisbaudran odkril samarij (1880) in disprozij (1886). Leta 1885 je izoliral tudi gadolinij, ki ga je leta 1880 odkril de Marignac.
De Boisbaudran je naprej razvil periodično razvrstitev elementov, ko je kmalu po odkritju argona predlagal da gre za člana nove, prej neznane skupine elementov, ki je kasneje postala znana kot žlahtni plini.